# مگس‌گیر جوینده
مگس‌گیر جوینده (نام علمی: Myiarchus stolidus) گونه‌ای از پرندگان از تیرهٔ ژیان‌مرغان است که در جمهوری دومینیکن، هائیتی و جامائیکا یافت می‌شود. زیستگاه‌های طبیعی آن جنگل‌های خشک نیمه‌گرمسیری یا گرمسیری، جنگل‌های دشت نمناک نیمه‌گرمسیری یا گرمسیری، جنگل‌های حرا نیمه‌گرمسیری یا گرمسیری و جنگل‌های پیشین به‌شدت دگرگون‌شده است.